# メルパルク
メルパルク（英語: MIELPARQUE CORPORATION）は、日本郵政不動産が土地・施設を保有し、運営はメルパルク株式会社へ委託されているホテル等の総称である。
元々は「郵便貯金会館」（ゆうびんちょきんかいかん）の名称で、国営事業であった郵便貯金に関連した施設として建設されたものである。郵政民営化を機にメルパルクが正式名称となり、2008年9月末まで財団法人ゆうちょ財団（旧・郵便貯金振興会）が運営を行っていた。
この項目では同じ趣旨で建設された「郵便貯金地域文化活動支援施設」および「郵便貯金総合保養施設」についても記す。

## 概要
宿泊施設、会議室、宴会場、結婚式場、レストランなどを併設した複合施設となっており、いわゆるシティホテルと同等の設備を備える。コンサートなどに使用される多目的ホール（メルパルクホール）を併設している施設もある。

## 歴史
旧・郵便貯金法第4条に基づき設置された郵便貯金の普及・宣伝活動を行うことを目的とした福利厚生施設で、日本郵政公社が設置し関連団体の財団法人郵便貯金振興会が運営していた。郵便貯金利用者の福利厚生増進が目的の宿とされた一方で、かんぽの宿やその他の官庁の「公共の宿」などと同様に、旧郵政省貯金局幹部の天下り先確保の目的もあったことは、旧郵政省時代の人事から明らかであった。
郵政民営化に際しては根拠法令の廃止に伴い、ゆうちょ銀行ではなく日本郵政株式会社が運営する民営ホテルとなった。かんぽの宿と同様に旅館業法に基づいて、都道府県知事の許可を受けた上で運営していた。「メルパルク」は郵政民営化以前は愛称であり、正式には「○○郵便貯金会館」が正式名称であったが、民営化時に「メルパルク○○」が正式名称になった。同時に、京都に1ヶ所だけ残っていた郵便貯金地域文化活動支援施設（ぱ・る・るプラザ）も「メルパルク京都」となった。
全国15都市に設置されていたが、郵政民営化を控えた2007年3月末に、5施設と1ホールが閉鎖となった。その後名称変更したメルパルク京都が加わり、「メルパルク」を名乗る施設は11都市で運営されていた。
民営化後5年をめどに施設の廃止・売却を検討することになっていたが、日本郵政は2008年9月末に満了となるゆうちょ財団への運営委託契約を更新しないことを通告、新たな運営者を捜していた所、2008年7月23日に目黒雅叙園などを傘下に持ち、ブライダル事業等を運営するワタベウェディングとの間で事業譲渡契約を締結、10月1日をもって施設運営権がワタベウェディング100%出資のメルパルク（株）に譲渡され、従業員もメルパルク（株）に移籍となった。事業譲渡後は親会社の強みを生かした結婚式事業に力を入れている。
2018年度には、グループの不動産事業を専門的に行う子会社として、日本郵政不動産株式会社が設立され、メルパルクの物件が日本郵政から日本郵政不動産に移管された。
ワタベウェディングの業績は、2019年に発生した新型コロナウイルス感染症の拡大により海外渡航が制限され、結婚式自体も自粛する傾向が強まる中で急速に悪化した。同社は2021年に興和の完全子会社となり、興和の下で経営再建を目指している。親会社であるワタベウエディングが事業再編を進める中、メルパルク株式会社は、物件を所有する日本郵政不動産との賃貸借契約が満了した2022年9月30日をもって、6都市の施設の営業を終了した。更に2023年末には横浜市と大阪市の施設も営業を終了した。メルパルクは撤退の理由を明らかにしていないが、コロナ禍で客室、結婚式場や宴会場の稼働率が低下し、経営が厳しくなったためとみられる。現在は3都市の施設で営業している。

## 施設一覧
☆は多目的ホール（メルパルクホール）を併設している施設。

### 現在営業している施設

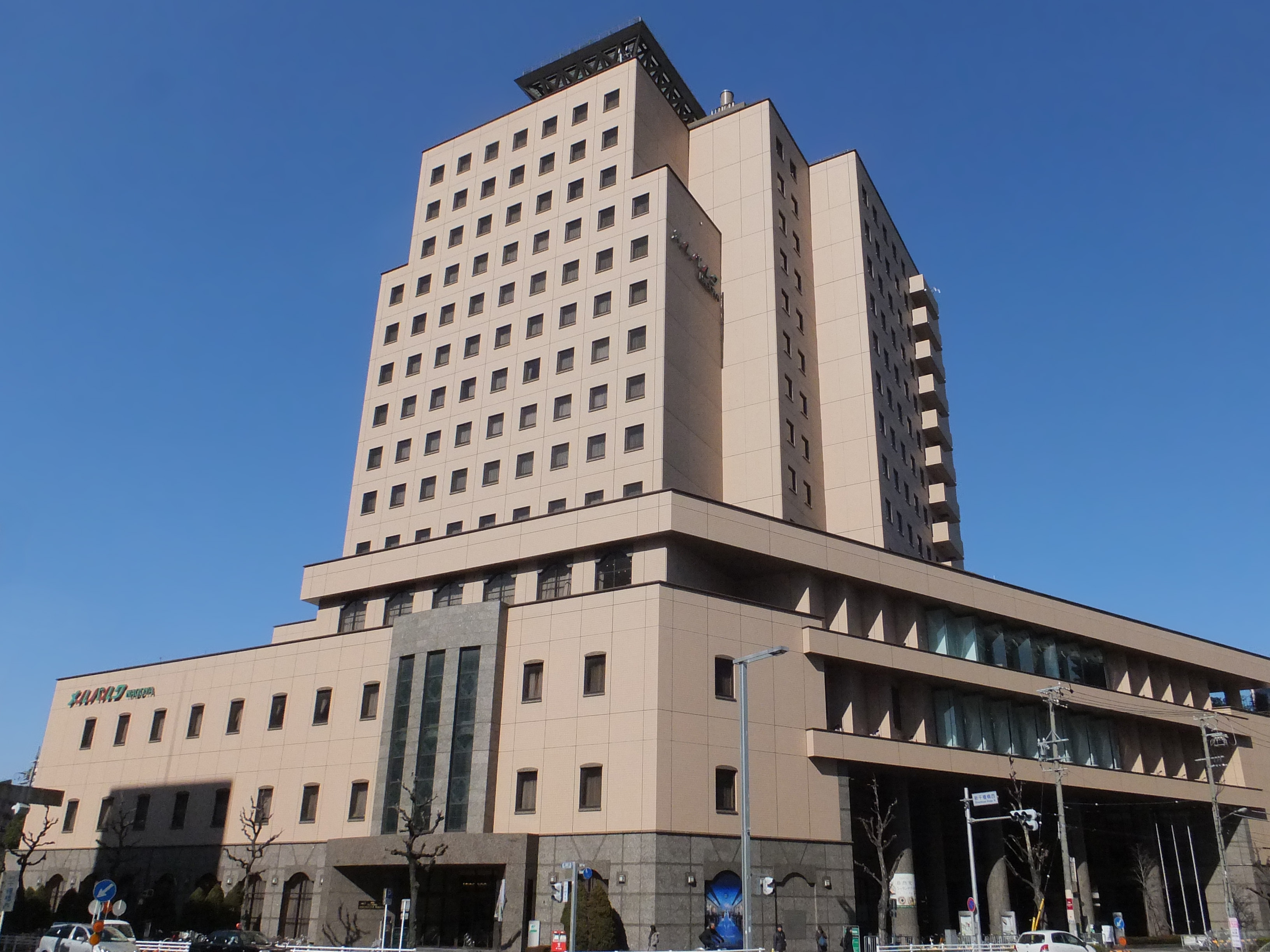
ホテル メルパルク名古屋（愛知県名古屋市東区葵3丁目16-16）
かつては東海テレビ放送の近くにあった。
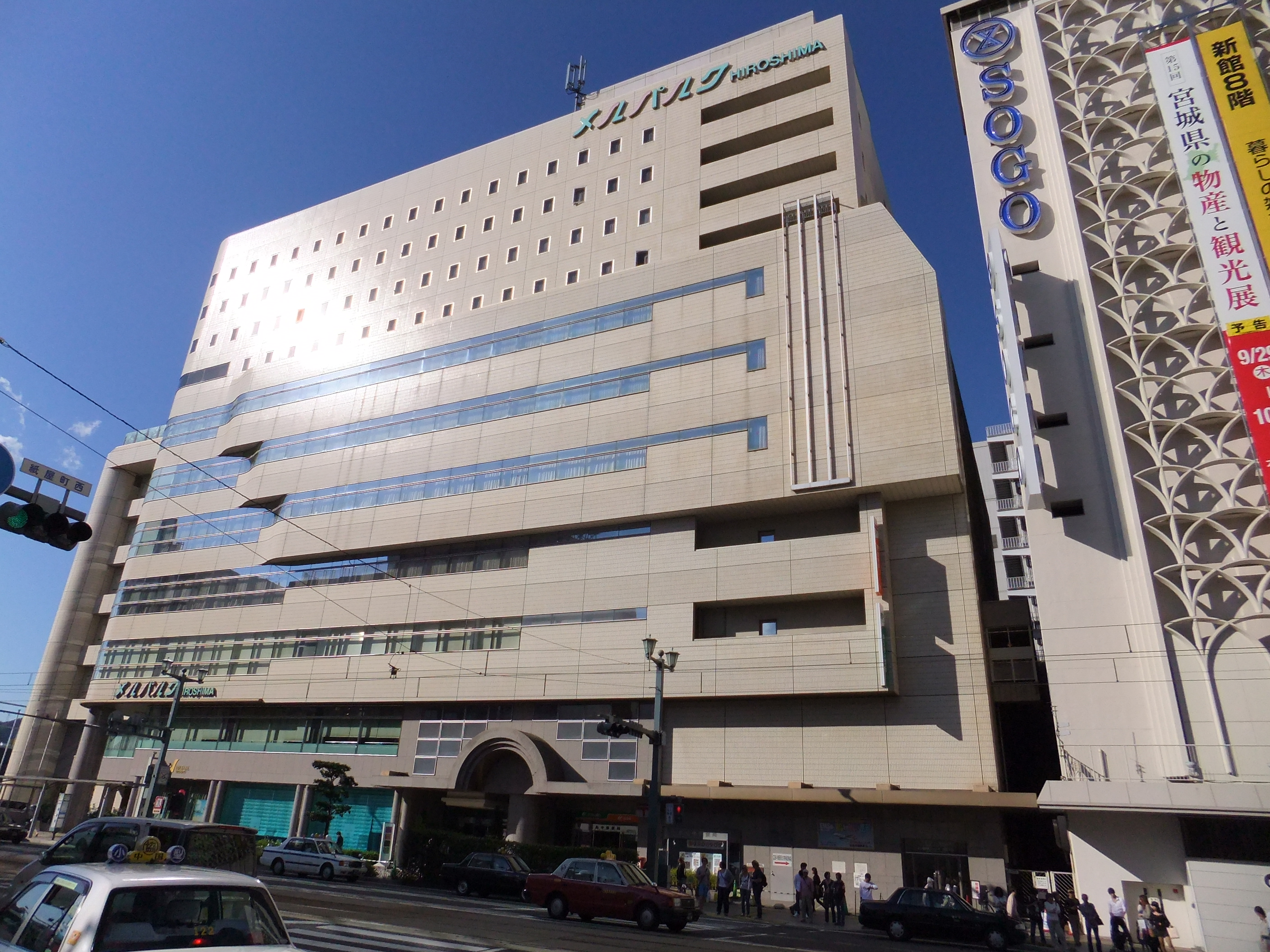
ホテル メルパルク広島（広島県広島市中区基町6-36）
※郵便局（広島中郵便局）・ゆうちょ銀行広島支店併設。かつては広島ホームテレビの裏にあり、広島郵便貯金ホールと併設していた。
- ホテル メルパルク熊本（熊本県熊本市中央区水道町14-1）
かつては多目的ホール（メルパルクホール）もあった。

- メルパルク名古屋
- メルパルク広島

### 2023年12月31日をもって閉鎖された施設
- ホテル メルパルク横浜（神奈川県横浜市中区山下町16）
日本郵政不動産が再開発を検討している[14]。
- ホテル メルパルク大阪（大阪府大阪市淀川区宮原4丁目2-1）☆
日本郵政不動産が再開発を検討している[14]。

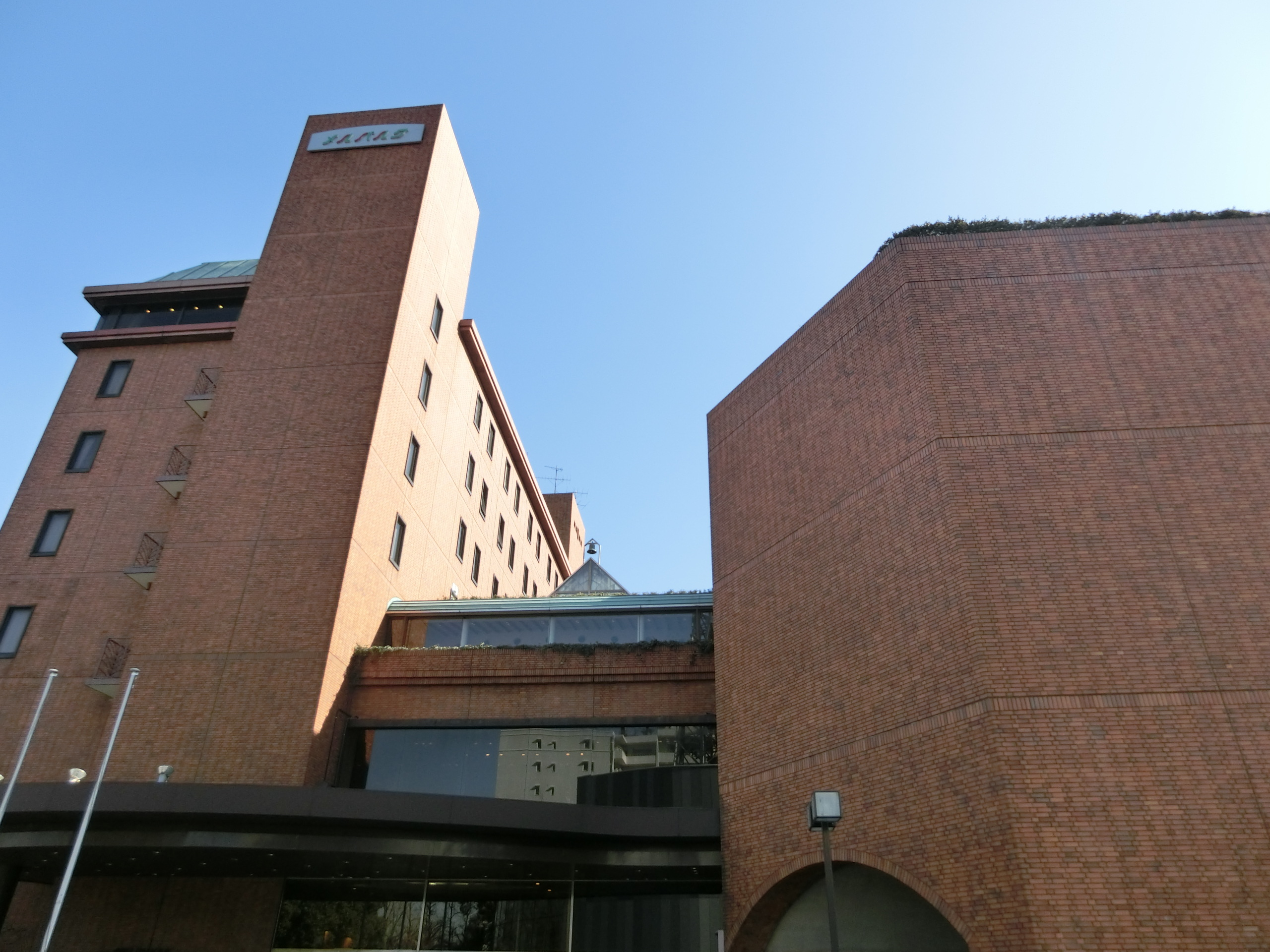
メルパルク横浜
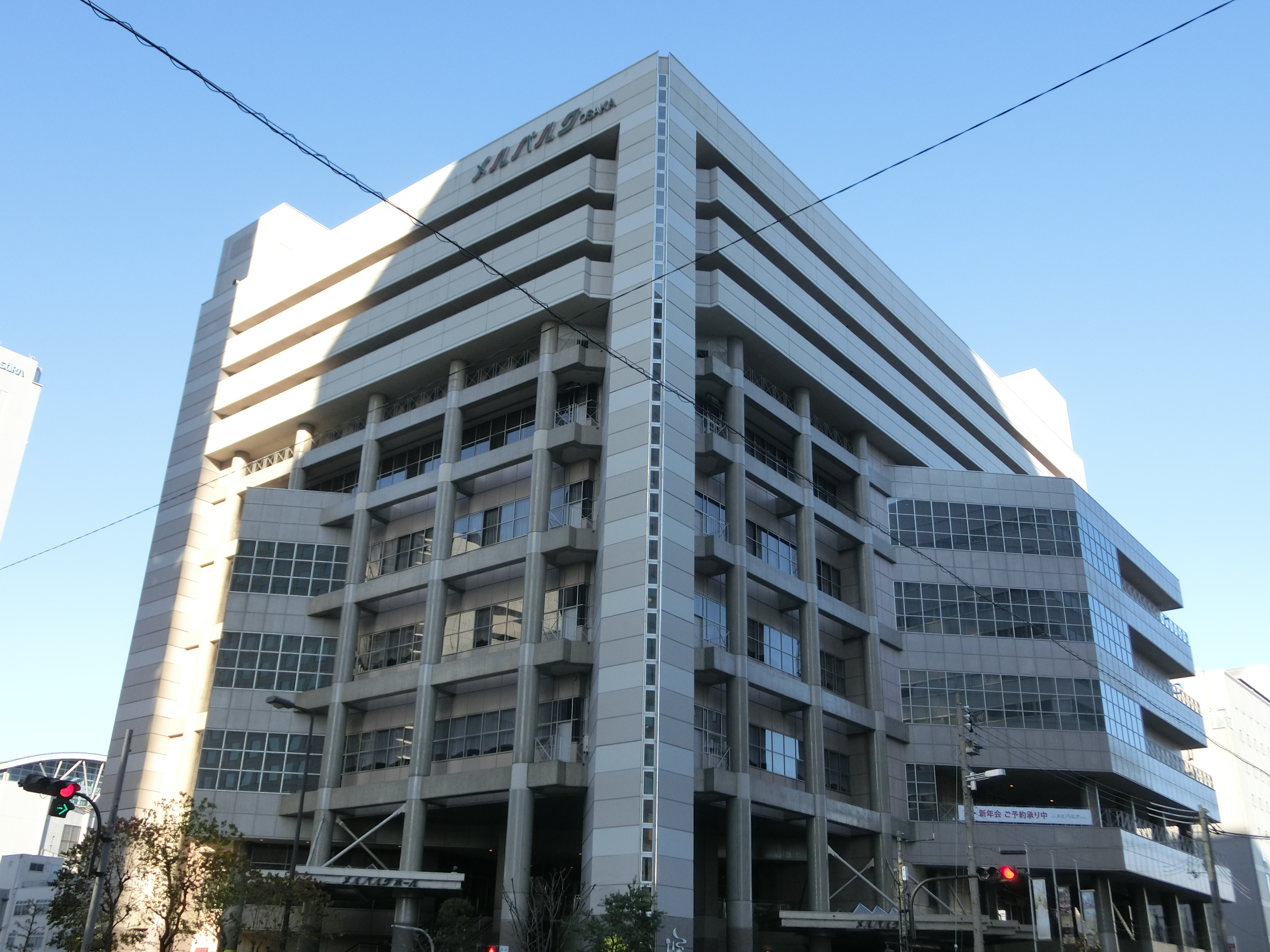
メルパルク大阪

### 2022年9月30日をもって閉鎖された施設
- ホテル メルパルク仙台（宮城県仙台市宮城野区榴岡5丁目6-51）
東北学院学生寮跡地。2022年10月に土地を野村不動産とタカラレーベンなど3社が取得した[15]。3社は跡地に分譲マンションの建設を計画している[15][16]。2024年3月に着工し、27年3月末の完成を予定している[16]。
- ホテル メルパルク東京（東京都港区芝公園2丁目5-20）☆
日本郵政不動産が再開発を検討している[17]。

- ホテル メルパルク長野（長野県長野市鶴賀高畑752-8）☆
かつて長野郵便貯金会館だった時は、長野市上松三丁目の戸隠バードライン沿い・善光寺雲上殿東側に所在、屋内温水プールを併設していた。1997年9月に長野駅東口近くに新築移転。旧施設建物は補修改装され、結婚式場・レストランのアマンダンスカイがオープンしている。2022年12月に土地と建物をシャトレーゼホールディングスが取得した[18]。改装工事などを経て「シャトレーゼホテル長野」として2023年7月14日に開業した[19][20]。1階のシャトレーゼ店舗は2024年4月13日、カフェは7月28日に開業した[21][22][23]。
- メルパルク京都（京都府京都市下京区東洞院通七条下ル東塩小路町676-13）
旧：ぱ・る・るプラザ京都。宿泊施設なし。日本郵政不動産が再開発を検討している[17]。
- ホテル メルパルク岡山（岡山県岡山市北区桑田町1-13）
2022年10月に土地をアパグループが取得した[24]。ホテルとマンションの大型複合開発を予定している[24]。
- ホテル メルパルク松山（愛媛県松山市道後姫塚123-2）
日本郵政不動産が再開発を検討している[17]。

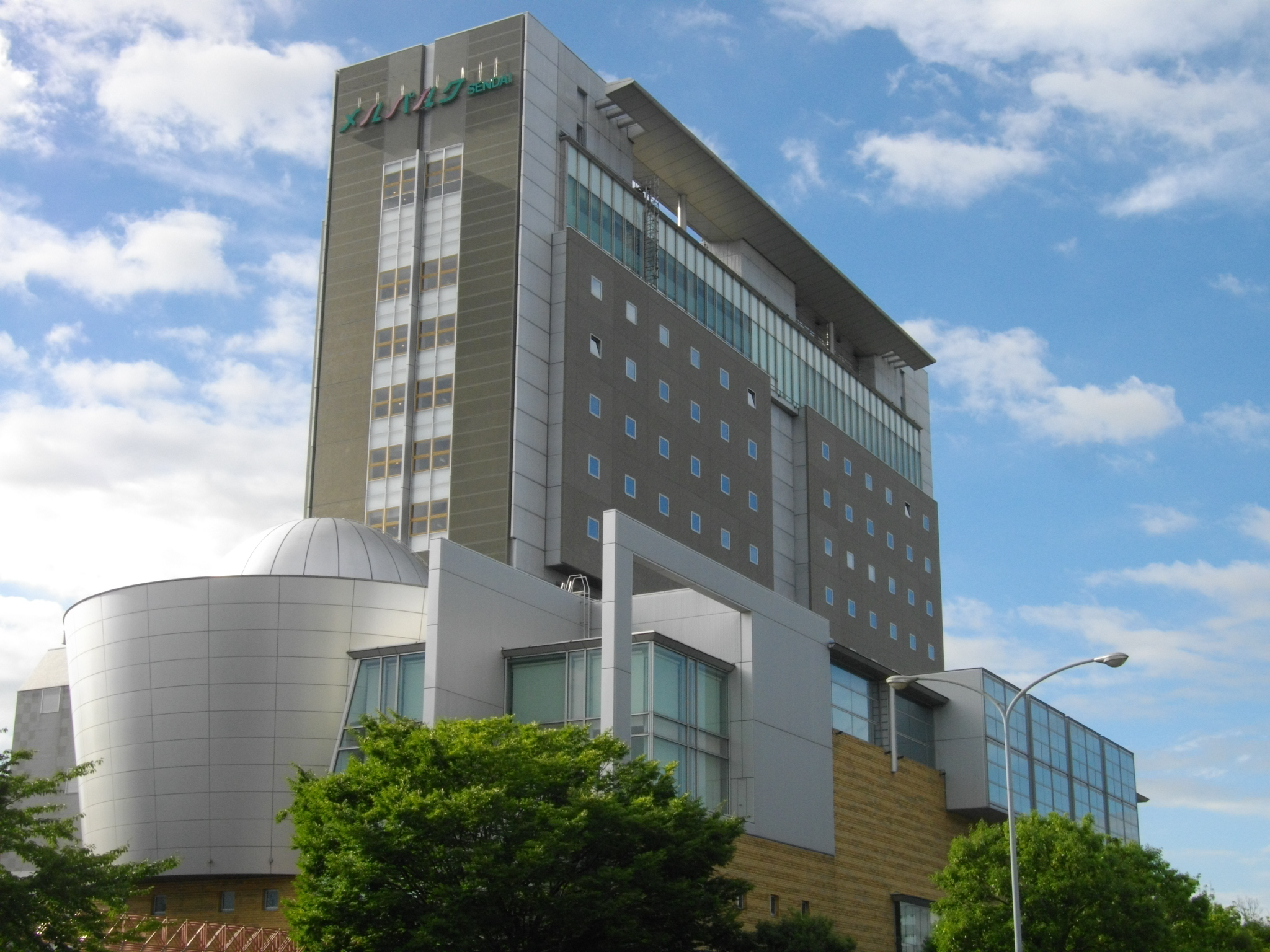
メルパルク仙台
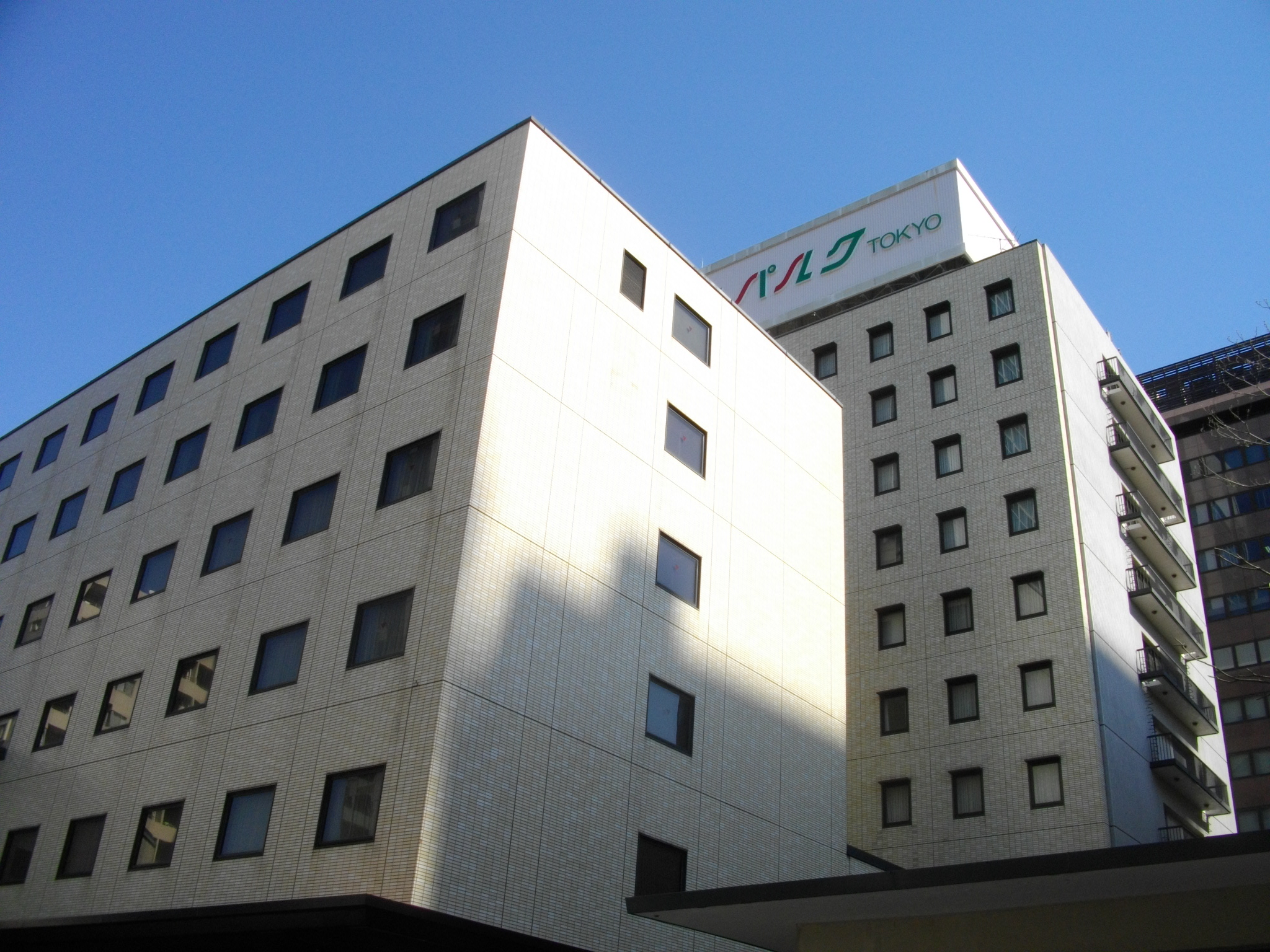
メルパルク東京
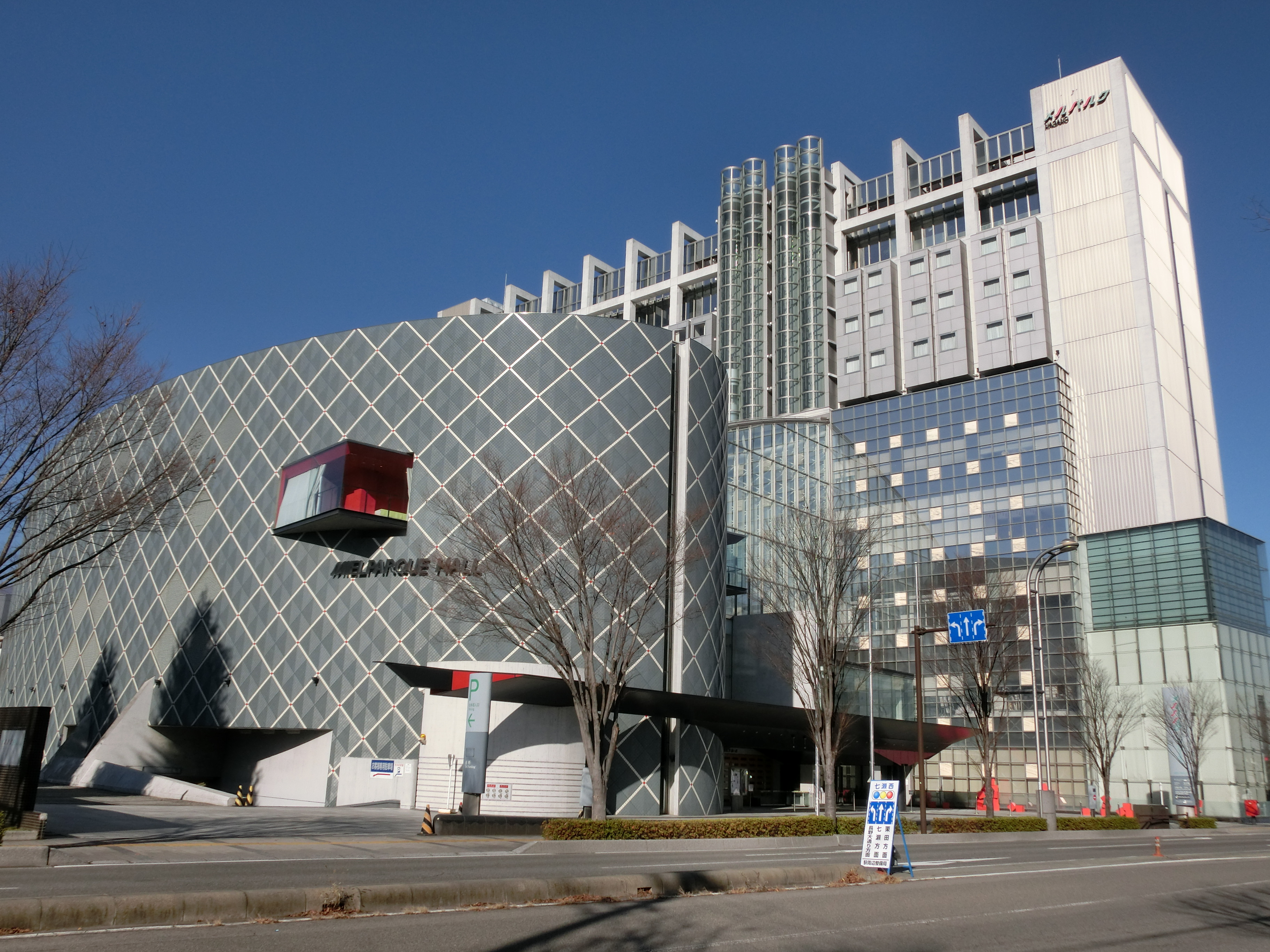
メルパルク長野 （現・シャトレーゼホテル長野）
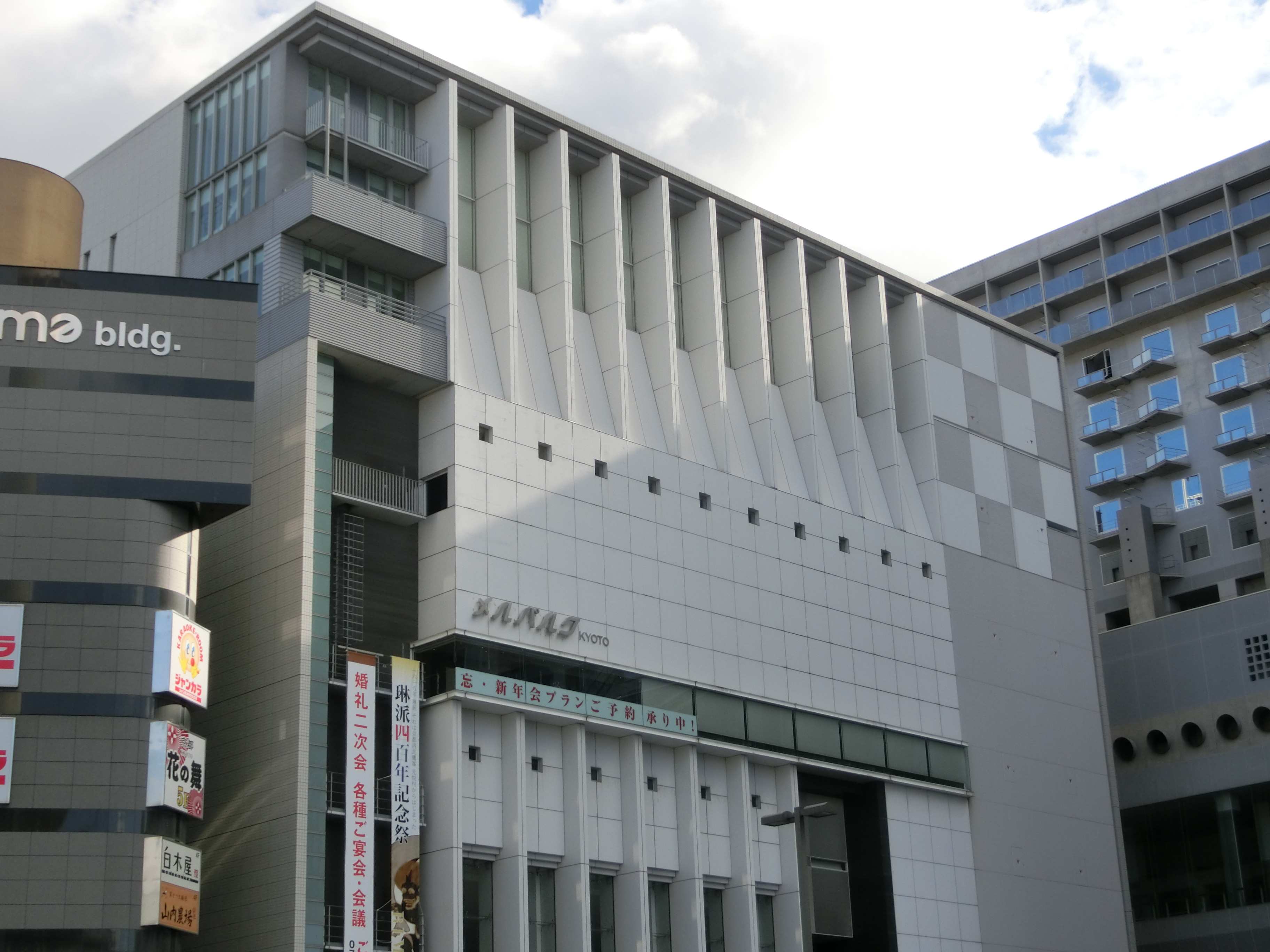
メルパルク京都
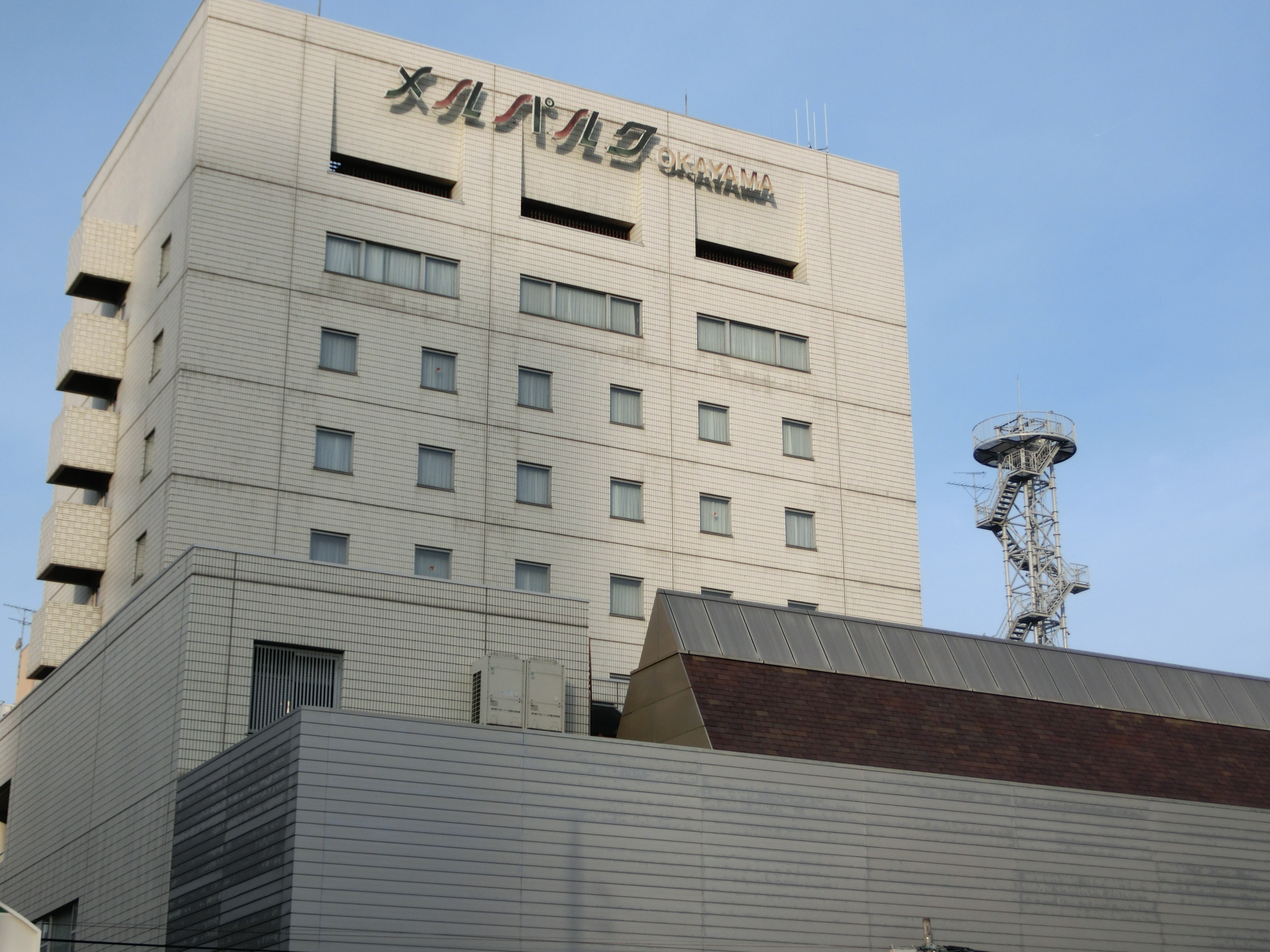
メルパルク岡山

### 2007年3月31日をもって閉鎖された施設

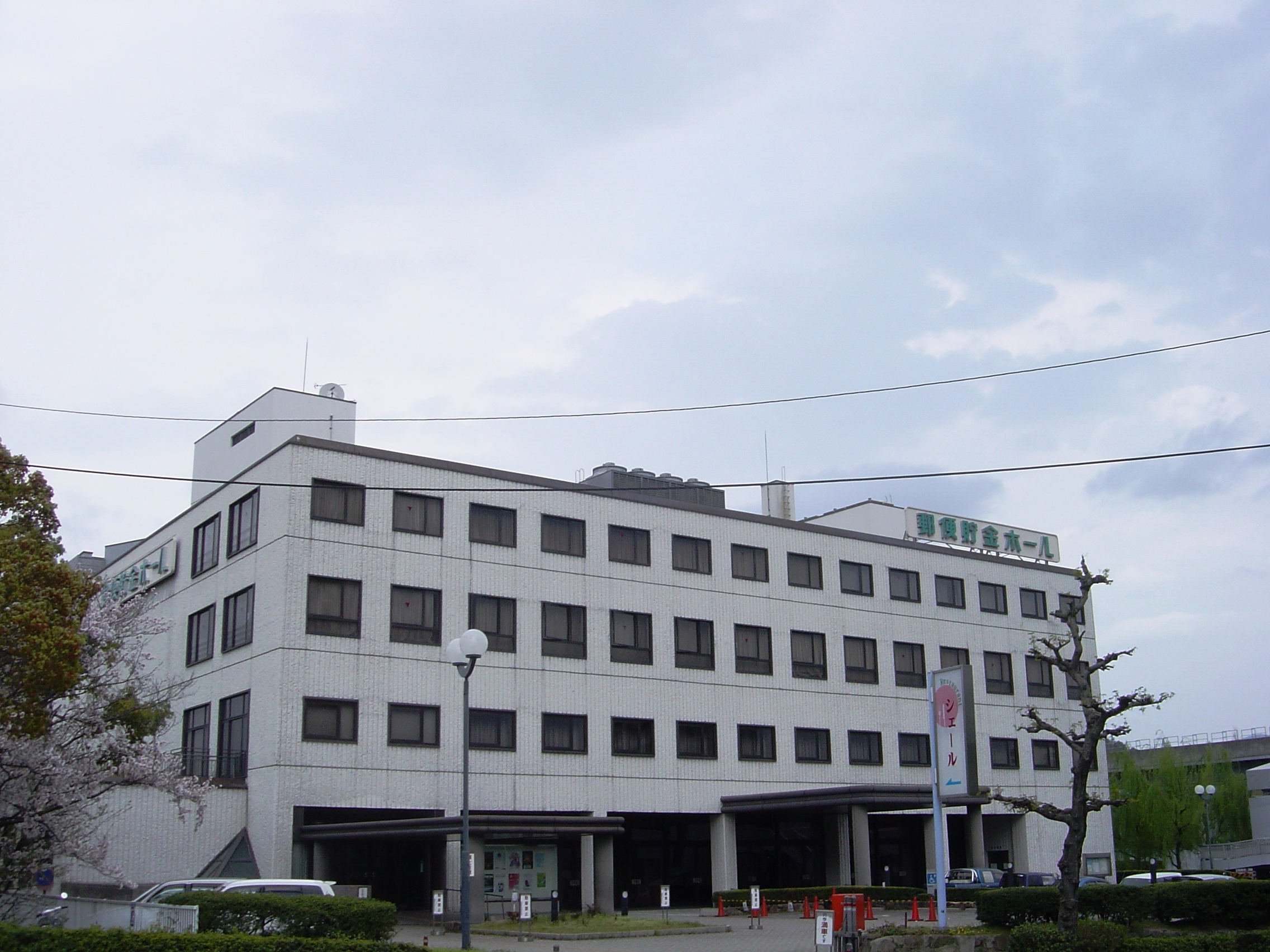
広島郵便貯金ホール（現・上野学園ホール）

- 札幌郵便貯金会館（北海道札幌市中央区南1条西27丁目1-10）
一般利用が可能な温水プールがあった。建物は解体され、跡地には商業施設「マルヤマクラス」が建設・オープンしている。
- 新潟郵便貯金会館（新潟県新潟市中央区川岸町2丁目1-7）
- 金沢郵便貯金会館（石川県金沢市玉川町9-15）
東京の不動産会社に売却→石川県南加賀地区でセレモニーホール斎苑を運営するサイエンが取得し、同社が運営する「セレモニーホテル サイエン」として建物は改装の上、2011年12月10日にオープンしている。
- 福岡郵便貯金会館（福岡県福岡市中央区薬院4丁目14-52）☆
- 沖縄郵便貯金会館（沖縄県那覇市字松川20）
- 広島郵便貯金ホール（広島郵便貯金会館多目的ホール、広島県広島市中区白島北町19-1・広島ホームテレビ本社南側）
広島県が取得し、広島県立文化芸術ホール（ネーミングライツにより「ALSOKホール」→「上野学園ホール」）として存続運営。

## 郵便貯金地域文化活動支援施設
旧・郵便貯金会館と同じ目的で設置された地域活動支援施設。国営時代の通常郵便貯金の新総合通帳（送金機能付総合通帳）の愛称にちなみ「ぱ・る・るプラザ」の愛称があった。
旧・郵便貯金会館と異なり宿泊施設はなく、多目的ホールやスタジオ、映画館、会議室、レストランなど、地域の文化交流の促進を支援する目的で設置されていた。このため各設備の使用料金はかなり格安に設定されていた。
全国に下記の6施設が設置されたが、郵政民営化を前にして2006年度中に京都以外の5施設が営業終了となった。施設は地元自治体などに売却された。
2007年10月の郵政民営化後は根拠法令の廃止に伴い、その所有と運営は日本郵政に引き継がれると同時に、旧・郵便貯金会館と共に「メルパルク」の名称で統一されることとなり、唯一残っていた「ぱ・る・るプラザ京都」は「メルパルク京都」に改称された。これは通常郵便貯金の新総合通帳（送金機能付総合通帳）の国営時代までの愛称「ぱ・る・る」が、民営化に伴い使われなくなったためである。「メルパルク京都」も、2022年9月30日をもってメルパルク株式会社が撤退し、閉鎖された。
2022年9月30日をもって閉鎖された施設
- メルパルク京都（旧：ぱ・る・るプラザ京都、京都府京都市下京区東洞院通七条下ル東塩小路町676-13）宿泊施設なし。

2006年10月31日付けで廃止された「ぱ・る・るプラザ」
- ぱ・る・るプラザ青森（青森県青森市柳川1丁目2-14）
※郵便局併設→青森市が取得→青森市民ホール（リンクモア平安閣市民ホール）
- ぱ・る・るプラザ町田（東京都町田市原町田4丁目1-14）
※郵便局併設→町田市が取得→町田市文化交流センター（PLAZA町田ビル）
- ぱ・る・るプラザ岐阜（岐阜県岐阜市橋本町1丁目10-11）
岐阜市が取得→岐阜市文化産業交流センター（じゅうろくプラザ）
- ぱ・る・るプラザ山口（山口県山口市惣太夫町1-15）
不動産事業者の原弘産（現：REVOLUTION）が落札

2007年3月31日付けで廃止された「ぱ・る・るプラザ」
- ぱ・る・るプラザ千葉（千葉県千葉市中央区富士見1丁目3-2）
※郵便局併設→千葉市が取得→千葉市文化交流プラザ（京葉銀行文化プラザ）

## 郵便貯金総合保養施設
旧・郵便貯金会館と同じ目的で、国立公園内に設置された、宿泊施設、温泉、プールなどを備えた複合型保養施設。以下の2箇所があったが、いずれも2007年3月31日をもって営業終了した。
- メルモンテ日光霧降（栃木県日光市所野1535-1）
大江戸温泉物語が取得し、大江戸温泉物語 湯屋日光霧降として改装・開業（現大江戸温泉物語 日光霧降）。
- メルパール伊勢志摩（三重県志摩市大王町船越3238-1）
近畿日本鉄道が取得し、都リゾート 奥志摩 アクアフォレストに改装。

## 不祥事

### メルパルク仙台での不手際
- 2019年6月にメルパルク仙台で挙式した夫婦が口コミサイトやテレビの情報番組にて、1年以上前からメルパルクと打ち合わせをしていたにもかかわらず、「1日1組と言われていたのに挙式当日は別の組とのダブルブッキングだった」、「旧姓で呼んだり、電報を読んだりはしないで欲しいと頼んでいたのに司会者からアナウンスされた」、「出席者の引き出物に原価が書かれた発注表が同封されていた」などの不手際があったと訴えた。その結果、SNS上でメルパルクの対応を批判する声が相次いだ。この件についてメルパルクは同年7月8日に公式サイトで「一部のインターネットの書き込みにより、弊社の婚礼サービスをご利用された皆様やご親族の皆様、また、今後ご利用される予定の皆様を含め多くの方々に、ご心配・ご心労をおかけしておりますことをお詫び申し上げます」と謝罪文を掲載した[25][26][27]。
- また、この件が発生した際にメルパルクの担当者が被害者である夫婦に対して、前述のトラブルに関わっていないウェディングプランナーの女性に責任があると虚偽の説明を行ったため、被害者から話を聞いた参列者が女性の名前を一部伏せ字にした上でSNS上に投稿した。そのため、ネット上に女性のフルネームや住所などの個人情報が掲載される事態となり、女性に対する中傷も相次ぎ、警察が女性やその家族のパトロールを行うまでに発展した。これらの影響で女性は体調を崩し、2020年1月に退職。女性側は担当者が被害者に虚偽の説明を行った行為について、メルパルクは使用者責任を負うと同時に女性の名誉回復や被害拡大防止のための記者会見などの措置を取らなかったことについて、安全配慮義務違反があったと主張し、2020年2月にメルパルクに対して損害賠償請求訴訟を仙台地方裁判所に行ったことが同年4月に報じられた[28]。
- その後、2022年2月22日付で会社が「遺憾の意」を表明すると共に和解金を支払う条件で和解したことが同年3月に報じられた。女性側は訂正などに応じなかったテレビ番組やまとめサイト、炎上に加担した個人への責任追及を検討している[29]。